# Белокрила рибарка
Белокрилата рибарка (Chlidonias leucopterus) е птица от семейство Sternidae.

## Разпространение и местообитание
Видът е разпространен в сладководните блата от Югоизточна Европа до Централна Азия и Руския Далечен Изток. През зимата мигрира в Африка, Южна Азия и Австралия. Рядко се среща в Северна Америка, главно по брега на Атлантическия океан и по-рядко по Тихоокеанския бряг и във вътрешността на района на Големите езера.
Среща се и в България.